# Panhard PVP

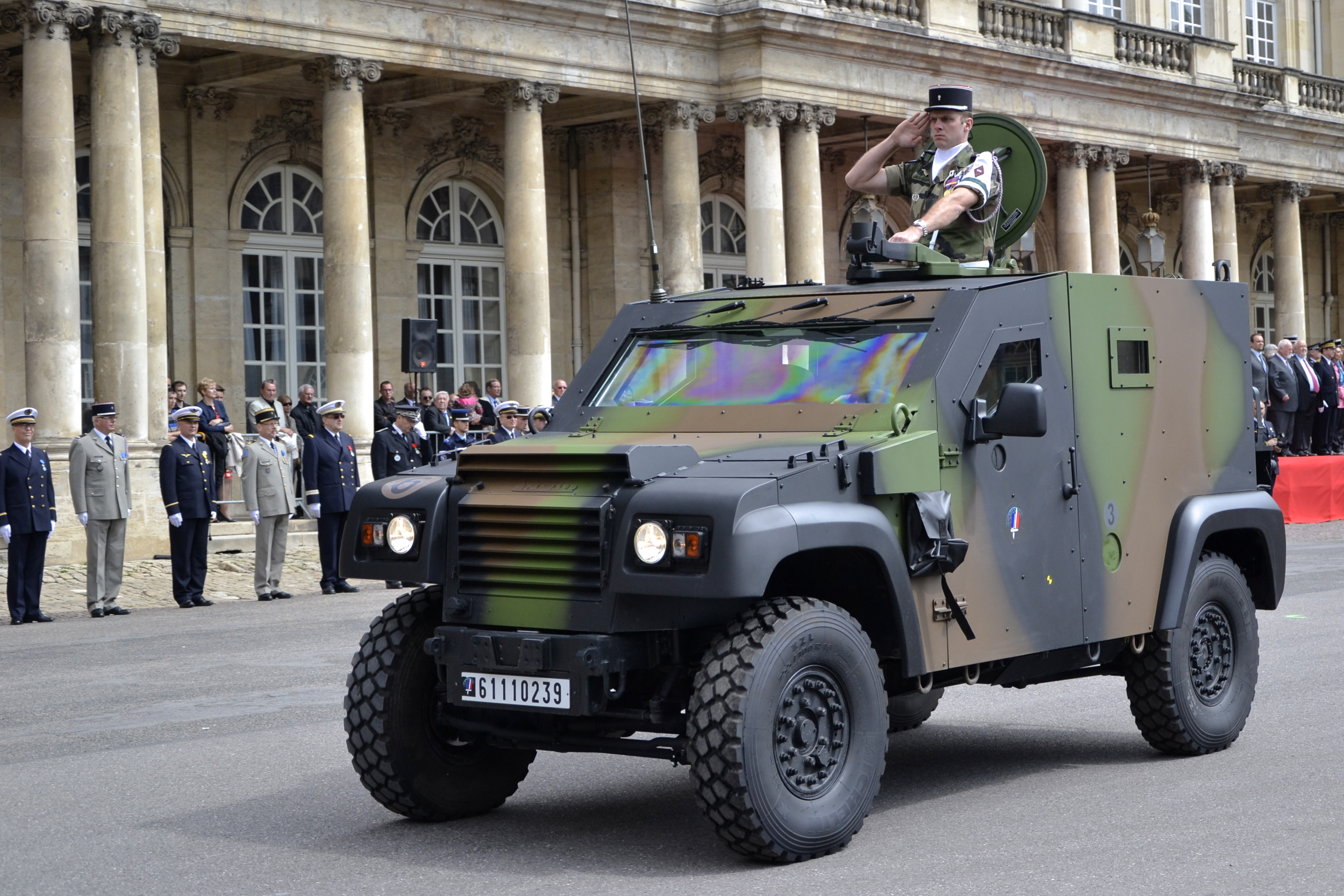
Un PVP dell'Armée de terre.

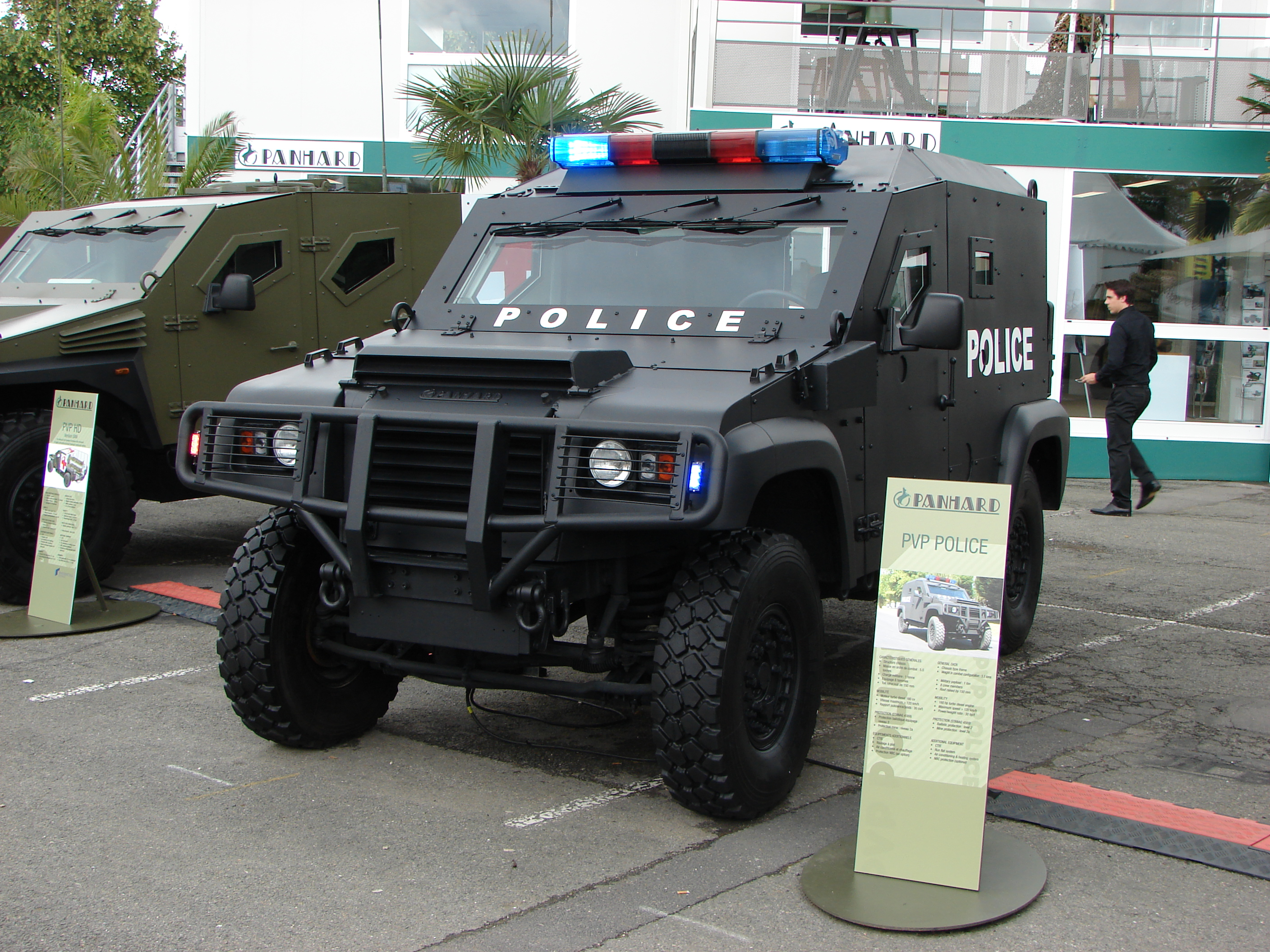
Un PVP POLICE.

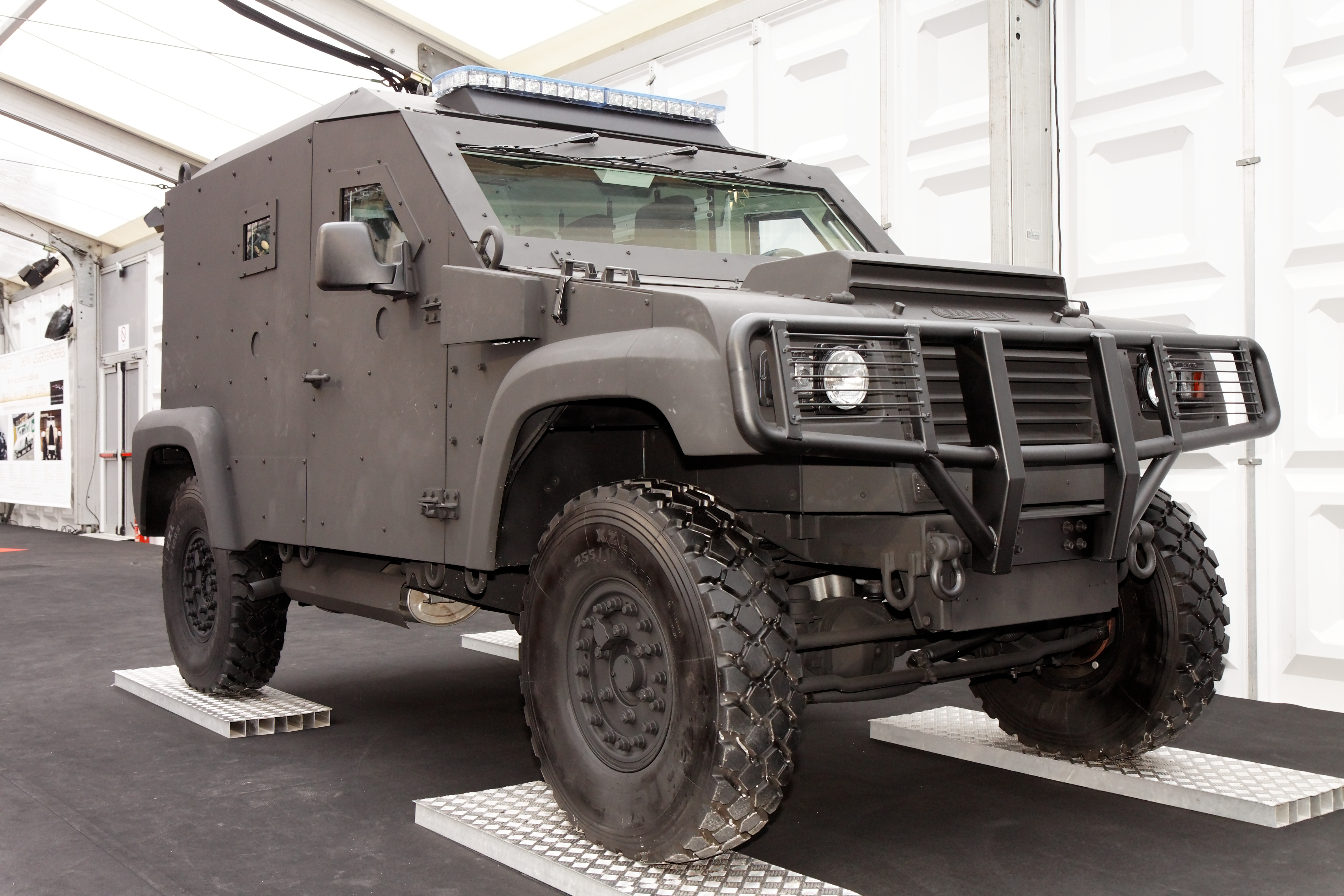
Un PVP APC.

Il Panhard GD Petit Véhicule Protégé, in sigla PVP, è un veicolo blindato di collegamento e sicurezza progettato per essere utilizzato nel quadro di missioni di guerra, per permettere di svolgere missioni di pattugliamento, di scorta, di sicurezza, di sorveglianza, di collegamento, di controllo del territorio, di trasporto personale o materiale e di posto di comando. Il mezzo è aerotrasportabile, elitrasportabile. È stato sviluppato a partire dagli anni 2000 dalla società Auverland, col nome di Auverland A4 AVL (Armoured Vehicle Light), poi diventata Panhard General Defense, ed è entrato in servizio nell'Armée de terre francese nel 2009.

## Versioni
Esistono due versioni principali del PVP, la comando e la rango; declinate in diverse varianti, alcune rimaste solo allo stadio di prototipo:
PVP commandement o PVP
versione da comando, per i comandanti di unità o i capi di sezione, con una capacità d trasporto di 3 o 4 uomini e con 2 porte laterali (+2 in opzione), 1 porta posteriore e una botola sul tetto.
PVP rang o APC
versione rango, da trasporto truppe o evacuazione sanitaria, per le unità con i missili anticarro AT4 CS, Eryx o MILAN, le unità di osservazione dell'artiglieria o del Genio, per missioni di collegamento, pattuglia, appoggio e scorta; con una capacità di trasporto di 2+6 uomini e con 2 porte laterali, 1 porta posteriore e una botola sul tetto.
PVP MO
versione mantenimento dell'ordine destinata alla sicurezza interna, dotata di camere di sorveglianza, luci di polizia e sirene, parabufali, lancialacrimogeni e lanciagranate, con una capacità d trasporto di 3 o 4 uomini e con 2 porte laterali (+2 in opzione), 1 porta posteriore e una botola sul tetto; proposta nel quadro della competizione per il nuovo VBG – Véhicule blindé de la gendarmerie – veicolo blindato della gendarmeria.
PVP PICK UP
versione pick-up destinata alla sorveglianza delle frontiere e alla logistica, dotata di 2 porte laterali e una gru nel pianale posteriore.
PVP HD
versione heavy duty, allungata, con 5 porte, un blindaggio di livello 3, con una massa di più di 7 tonnellate e un carico utile di 2 tonnellate.
PVP XL
versione extra large allungata, con 5 porte, un blindaggio di livello 3, con una massa di più 12 tonnellate e un carico utile di 3 tonnellate.
PVP Gavial
versione allungata destinata Bundeswehr, che sarebbe stata realizzata in collaborazione con la Rheinmetall, più lunga e con 5 porte e dotata di sospensione pneumatica (per poter essere aerotrasportata su un CH53); alla fine gli è stato preferito il LAPV Enok.

## Utilizzatori
Operatori, mezzi ordinati e ricevuti:
- Francia: 1.183/1.183[5]
- Cile: 15/15
- Romania: 16/16
- Togo: 6/6